# Adenolobus
Adenolobus, maleni rod mahunarki smješten u potporodicu Cercidoideae. Postoje dvije priznate vrste grmova ili manjeg drveća koje rastu po Africi, od DR Konga do Namibije i JAR-a

## Vrste
1. Adenolobus garipensis (E.Mey.) Torre & Hillc.
2. Adenolobus pechuelii (Kuntze) Korcz. & Hillc.